# Lip (음반)
《Lip》은 가수 소리의 데뷔 싱글 음반이다. 2009년 2월 19일에 엠넷미디어에서 발매됐다.
3월 27일, 타이틀 곡인 〈입술이 정말〉이 청소년보호위원회로부터 '청소년유해매체물'판정을 받아 후속곡인 〈새끼 손가락〉으로 활동하게 됐다.

## 수록곡
1. 입술이 정말
작사, 작곡: 방시혁
2. 새끼손가락 [Sori Version]
뮤직비디오에는 이준기가 출연했고, 감독은 권순욱이 맡았다.
3. How (어떻게)
4. 새끼손가락 [이준기 Version]

## 방송 출연
〈입술이 정말〉
- 뮤직뱅크 (2009년 2월 13일, 20일, 27일)
- SBS 인기가요 (2009년 3월 15일)
- 엠카운트다운 (2009년 2월 26일, 3월 26일)